# Palmério Dória
Palmério Dória (Santarém, 1948 — 31 de março de 2023) foi um jornalista e escritor brasileiro, ex-diretor da revista Sexy e autor de vários livros, dos quais o mais conhecido trata da ascensão e poder político da família do ex-presidente José Sarney.

## Carreira
Dória nasceu em Santarém, mas foi criado na capital paraense por um padre. Mudou-se para o sul do país e iniciou a carreira jornalística, trabalhando em diversos órgãos de imprensa, como a Folha de S.Paulo, O Estado de S. Paulo e a revista Caros Amigos. Foi chefe de reportagem da Rede Globo até que, em 1992, passou a dirigir a revista Sexy.
Morreu em 31 de março de 2023 aos 75 anos, em decorrência de uma septicemia.

## Livros
Dória publicou, entre outros, os seguintes livros:
- Mataram o Presidente – Memórias do pistoleiro que mudou a História do Brasil (1976), que trata do momento histórico desencadeado com o suicídio de Getúlio Vargas;[1]
- A Guerrilha do Araguaia (1978),  relato do levante comunista debelado pela ditadura militar.[1]
- Evasão de Privacidade (2001), que reúne uma série de entrevistas dadas por mulheres famosas à revista Sexy.[1]
- A candidata que virou picolé (2002), que relata a breve candidatura de Roseana Sarney à presidência da república.
- Honoráveis Bandidos ─ Um Retrato do Brasil na Era Sarney (2009), sobre o poder da família Sarney no Maranhão.[3]
- O Príncipe da Privataria - a história secreta de  como o Brasil perdeu seu patrimônio e Fernando Henrique Cardoso ganhou sua reeleição (Geração Editorial, 2013), sobre a era FHC.[4]